# Platyischnopus metabracilis
Platyischnopus metabracilis är en kräftdjursart. Platyischnopus metabracilis ingår i släktet Platyischnopus och familjen Platyischnopidae. Inga underarter finns listade i Catalogue of Life.